# 小行星5948
小行星5948（英語：5948 Longo）是一颗围绕太阳公转的小行星。1985年5月15日，愛德華·鮑威爾在可可尼诺县发现了此天体。
这颗小行星的绝对星等为125.5081058464551等。